# Мірмекохорія

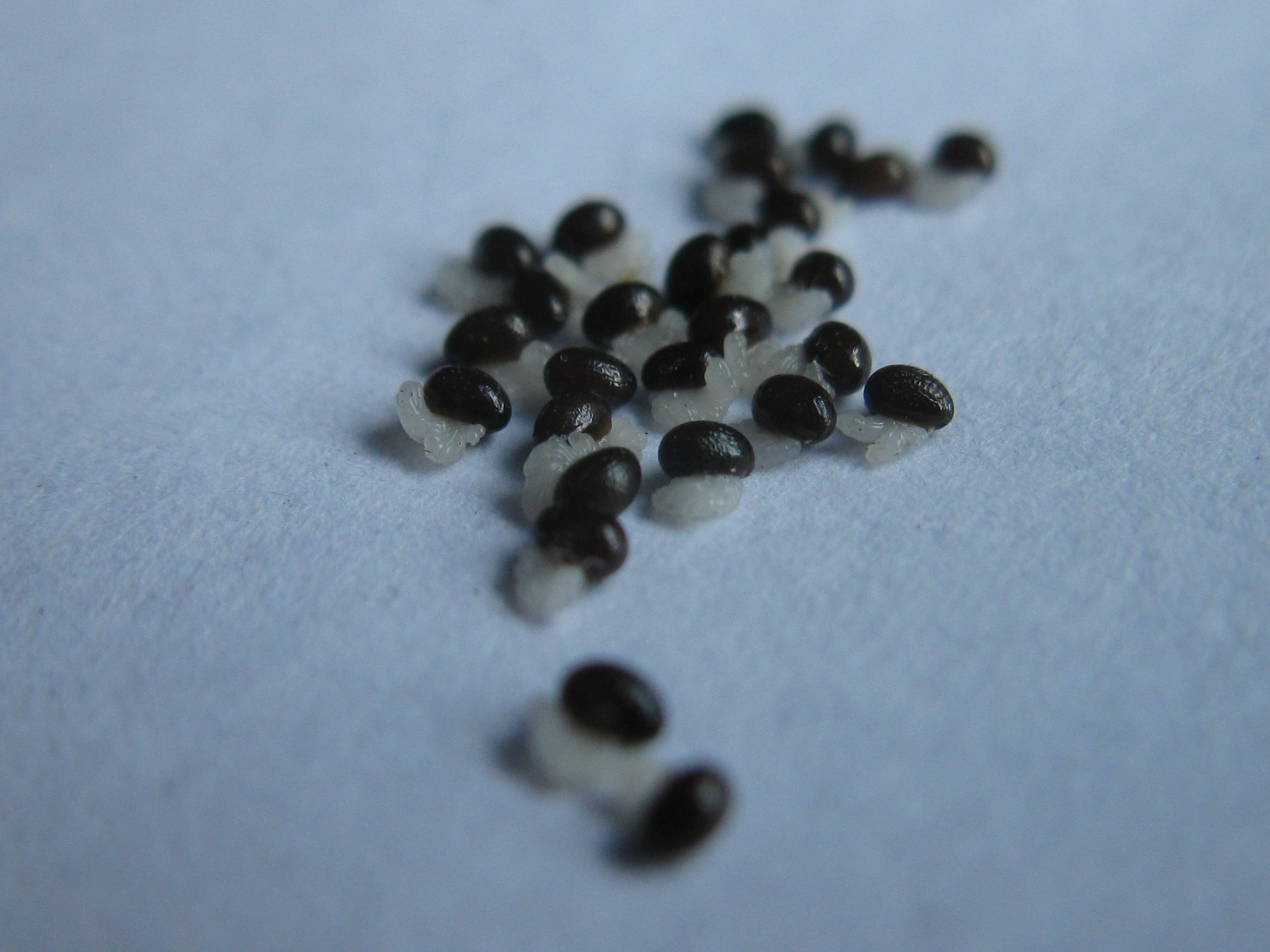
Насіння чистотілу (Chelidonium majus) з поживними придатками

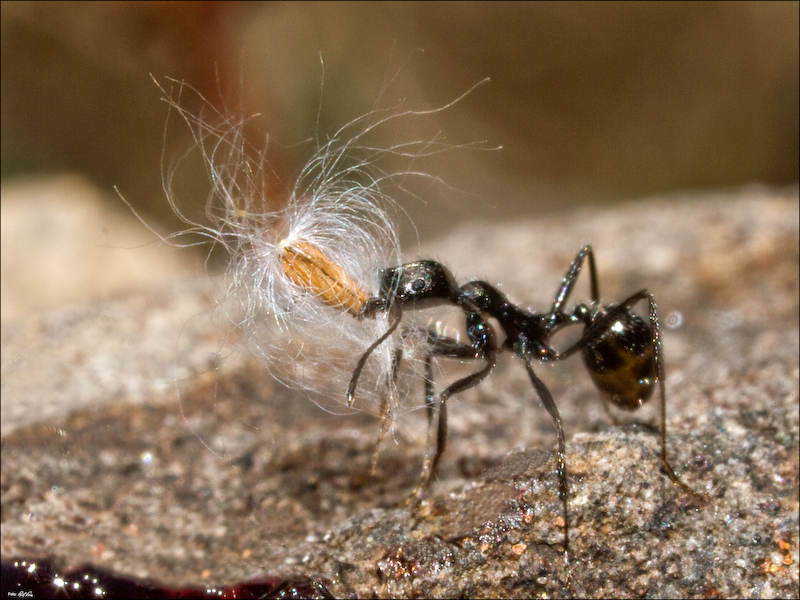
Мураха, що несе насіння

Мірмекохо́рія (від грец. mýrmēx — мураха і chōréō — розповідаю) — поширення мурахами насіння й інших зачатків рослин. 
Мірмекохорія пов'язана з поїданням мурахами придатків (аріллоідів або карункулів) на насінні, яке залишається при цьому непошкодженим. Одна колонія мурашок розносить десятки тисяч насінин за вегетаційний період на відстань до 100—1000 м від мурашника. Мірмекохорія спостерігається як у помірних, так і в тропічних поясах. У помірному поясі мірмекохорія властива багатьом однодольним (проліски, зірочки, ожина, перлівка, ковила) і дводольним рослинам (ряст, чистотіл, китятки, фіалка, цикламен, живокіст, горлянка, чебрець, будра, вероніка, перестріч тощо). Серед них є облігатні мірмекохори, що поширюються тільки за допомогою мурах, і факультативні, які поширюються й іншими способами.